# فرد سمارا
فرد سمارا (بالإنجليزية: Fred Samara)‏ هو منافس ألعاب قوى أمريكي، ولد في 1950 في بروكلين في الولايات المتحدة.

## وصلات خارجية
- فرد سمارا على موقع أوليمبيديا (الإنجليزية)